# Конституция на Испания
Сегашната Конституция на Испания е основният и върховен закон, действащ в страната. Приета е от Парламента на Испания на 31 октомври 1978 г., както и от народа чрез референдум на 6 декември. Конституцията е официално одобрена от краля Хуан Карлос на 27 декември. Обнародвана е в държавния вестник на 29 декември, като от същия ден влиза в сила.

## Структура
Конституцията на Кралство Испания съдържа 169 члена, поделени на 10 раздела.